# Carribie Conservation Park
Carribie Conservation Park är en park i Australien. Den ligger i delstaten South Australia, omkring 140 kilometer väster om delstatshuvudstaden Adelaide.
Trakten runt Carribie Conservation Park är nära nog obefolkad, med mindre än två invånare per kvadratkilometer.. Närmaste större samhälle är Corny Point, nära Carribie Conservation Park.
Trakten runt Carribie Conservation Park består till största delen av jordbruksmark. Genomsnittlig årsnederbörd är 719 millimeter. Den regnigaste månaden är juni, med i genomsnitt 136 mm nederbörd, och den torraste är januari, med 20 mm nederbörd.